# أبو علي أحمد بن محمد الصحاف
أَبُو عَلِيٍّ أَحْمَدُ بْنُ مُحَمَّدِ بْنِ إِبْرَاهِيمَ الصَّحَّافُ، شَيْخٌ كَثِيرُ الْحَدِيثِ عَنِ الْعِرَاقِيِّينَ وَالْأَصْبَهَانِيِّينَ، ثِقَةٌ مَاتَ سَنَةَ أَرْبَعٍ وَثَلَاثِينَ وَثَلَاثِمِائَةٍ.

## روايته للحديث
- سَمِعَ: إسماعيل بن عبد الله سمويه، وأحمد بن عبيد الله النَّرسيّ، وموسى بن سهل الوشّاء.[3]
- وَعَنْهُ: ابنُ منده.[3]